# 1894-es argentin labdarúgó-bajnokság (első osztály)
Az 1894-es Primera División volt a 3. alkalommal megrendezett, legmagasabb szintű labdarúgó-bajnokság Argentínában.
A címvédő a Lomas volt. A bajnokságot újra a Lomas csapata nyerte meg, a bajnokság történetében másodjára.

## Tabella
| Hely. | Csapat       | M  | Gy | D | V | G+ | G– | Gk | P  | Továbbjutás vagy kiesés |
| ----- | ------------ | -- | -- | - | - | -- | -- | -- | -- | ----------------------- |
| 1.    | Lomas (B)    | 10 | 8  | 2 | 0 |    |    | —  | 18 | Bajnokcsapat            |
| 2.    | Rosario      | 10 | 6  | 2 | 2 |    |    | —  | 14 |                         |
| 3.    | Flores       | 10 | 6  | 0 | 4 |    |    | —  | 12 |                         |
| 4.    | Lobos        | 10 | 3  | 3 | 4 |    |    | —  | 9  |                         |
| 5.    | St. Andrew’s | 10 | 3  | 0 | 7 |    |    | —  | 6  |                         |
| 6.    | Retiro       | 10 | 0  | 1 | 9 |    |    | —  | 1  |                         |